# Yanis Karabelyov
Yanis Danielov Karabelyov, abrégé Yanis Karabelyov, né le 23 janvier 1996 à Sofia, est un footballeur bulgare. Il évolue au poste de milieu de terrain au Slavia Sofia.

## Carrière
Yanis Karabelyov est appelé pour la première fois en équipe de Bulgarie en mars 2016.

## Statistiques
| Saison                | Club                  | Championnat           | Championnat | Championnat | Coupe(s) nationale(s) | Coupe(s) nationale(s) | Compétition(s) continentale(s) | Compétition(s) continentale(s) | Compétition(s) continentale(s) | Total | Total |
| Saison                | Club                  | Division              | M.          | B.          | M.                    | B.                    | Comp.                          | M.                             | B.                             | M.    | B.    |
| 2013-2014             | Slavia Sofia          | A PFG                 | 4           | 1           | 1                     | 0                     | -                              | -                              | -                              | 5     | 1     |
| 2014-2015             | Slavia Sofia          | A PFG                 | 4           | 0           | 0                     | 0                     | -                              | -                              | -                              | 4     | 0     |
| 2015-2016             | Slavia Sofia          | A PFG                 | 25          | 0           | 0                     | 0                     | -                              | -                              | -                              | 25    | 0     |
| 2016-2017             | Slavia Sofia          | A PFG                 | 5           | 0           | 1                     | 0                     | C3                             | 2                              | 0                              | 8     | 0     |
| Total sur la carrière | Total sur la carrière | Total sur la carrière | 38          | 1           | 2                     | 0                     | -                              | 2                              | 0                              | 42    | 1     |

## Palmarès
- Coupe de Bulgarie : 2018